# Fausto Salsano
Fausto Salsano (ur. 19 grudnia 1962 w Cava de’ Tirreni) – włoski piłkarz, który grał na pozycji środkowego pomocnika.

## Życiorys
Salsano wychował się w drużynie Empoli FC. W 1981 roku zadebiutował w niej w Serie C1, ale już rok później przeszedł do AC Parma. W zespole Parmy zawodnik także występował w Serie C1, a w 1984 roku awansował do Serie B. Następnie po sezonie zmienił barwy klubowe i w końcu trafił do Serie A, do drużyny Sampdorii. W Sampdorii od początku grał w wyjściowej jedenastce jako środkowy pomocnik. W pierwszym sezonie zajął 4. miejsce w lidze oraz wywalczył swój pierwszy w karierze Puchar Włoch. W 1986 roku znów dotarł z Sampdorią do finału, jednak tym razem genueńczycy przegrali w dwumeczu z Romą. W 1988 i 1989 roku Fausto zdobywał kolejne krajowe puchary.
Latem 1990 Salsano został zawodnikiem Romy. W Romie występował na pozycji defensywnego pomocnika obok Fabrizio Di Mauro. W pierwszym sezonie wywalczył swój czwarty w karierze Puchar Włoch oraz dotarł do finału Pucharu UEFA (wystąpił w pierwszym meczu z Interem Mediolan). W 1993 roku wystąpił z „giallorossimi” w finale Coppa Italia (0:3 i 5:2 z Torino Calcio). Latem zawodnik wrócił do Sampdorii. W 1994 roku zdobył Puchar Włoch i był to jego ostatni wielki sukces w karierze. W klubie z Genui grał do końca sezonu 1997/1998. Wtedy przeszedł do grającej w Serie C2 Spezii Calcio. Tam grał przez 2 lata i w 2000 roku w wieku 38 lat zakończył piłkarską karierę.
| Sezon   | Klub          | Kraj   | Rozgrywki | Mecze | Bramki |
| ------- | ------------- | ------ | --------- | ----- | ------ |
| 1981/82 | Empoli FC     | Włochy | Serie C1  | 23    | 3      |
| 1982/83 | AC Parma      | Włochy | Serie C1  | 27    | 2      |
| 1983/84 | AC Parma      | Włochy | Serie C1  | 34    | 3      |
| 1984/85 | UC Sampdoria  | Włochy | Serie A   | 28    | 6      |
| 1985/86 | UC Sampdoria  | Włochy | Serie A   | 26    | 1      |
| 1986/87 | UC Sampdoria  | Włochy | Serie A   | 29    | 1      |
| 1987/88 | UC Sampdoria  | Włochy | Serie A   | 28    | 3      |
| 1988/89 | UC Sampdoria  | Włochy | Serie A   | 29    | 2      |
| 1989/90 | UC Sampdoria  | Włochy | Serie A   | 32    | 2      |
| 1990/91 | AS Roma       | Włochy | Serie A   | 29    | 4      |
| 1991/92 | AS Roma       | Włochy | Serie A   | 20    | 1      |
| 1992/93 | AS Roma       | Włochy | Serie A   | 25    | 0      |
| 1993/94 | UC Sampdoria  | Włochy | Serie A   | 20    | 0      |
| 1994/95 | UC Sampdoria  | Włochy | Serie A   | 20    | 0      |
| 1995/96 | UC Sampdoria  | Włochy | Serie A   | 27    | 1      |
| 1996/97 | UC Sampdoria  | Włochy | Serie A   | 24    | 0      |
| 1997/98 | UC Sampdoria  | Włochy | Serie A   | 14    | 0      |
| 1998/99 | Spezia Calcio | Włochy | Serie C2  | 25    | 5      |
| 1999/00 | Spezia Calcio | Włochy | Serie C2  | 7     | 0      |